# Механошина, Наталья
Наталья Механошина (род. 10 августа 1972) — российская легкоатлетка, специалистка по прыжкам с шестом. Выступала на профессиональном уровне в 1990-х годах, победительница и призёрка первенств всероссийского значения, участница Игр доброй воли в Санкт-Петербурге и чемпионата Европы в помещении в Стокгольме. Представляла Москву и Краснодарский край.

## Биография
Наталья Механошина родилась 10 августа 1972 года.
Впервые заявила о себе на международном уровне в сезоне 1991 года, когда вошла в состав советской сборной и выступила на юниорском европейском первенстве в Салониках, где стала седьмой в беге на 100 метров с барьерами и четвёртой в эстафете 4 × 100 метров.
В 1994 году в прыжках с шестом выиграла бронзовую медаль на зимнем чемпионате России в Липецке. Принимала участие в Играх доброй воли в Санкт-Петербурге, став шестой.
В 1995 году в той же дисциплине получила серебро на зимнем чемпионате России в Волгограде, взяла бронзу на летнем чемпионате России в Москве, с личным рекордом в 4 метра ровно одержала победу на международном турнире в австралийской Канберре.
В 1996 году завоевала серебряную награду на Мемориале Дьячкова в Москве, стала призёркой на нескольких международных турнирах в Германии, выиграла бронзовую медаль на зимнем чемпионате России в Москве. Благодаря череде удачных выступлений удостоилась права защищать честь страны на чемпионате Европы в помещении в Стокгольме — здесь прыгнула на 3,85 метра, закрыв десятку сильнейших.
В 1998 году стала бронзовой призёркой на турнире World Class в Москве и на этом завершила спортивную карьеру.